# Wyhl am Kaiserstuhl
Wyhl am Kaiserstuhl là một thị xã nằm ở huyện Emmendingen, bang Baden-Württemberg, tây nam Đức. Đô thị này có diện tích 16,95 km², dân số thời điểm 31 tháng 12 năm 2020 là 3878 người.

## Thư viện ảnh

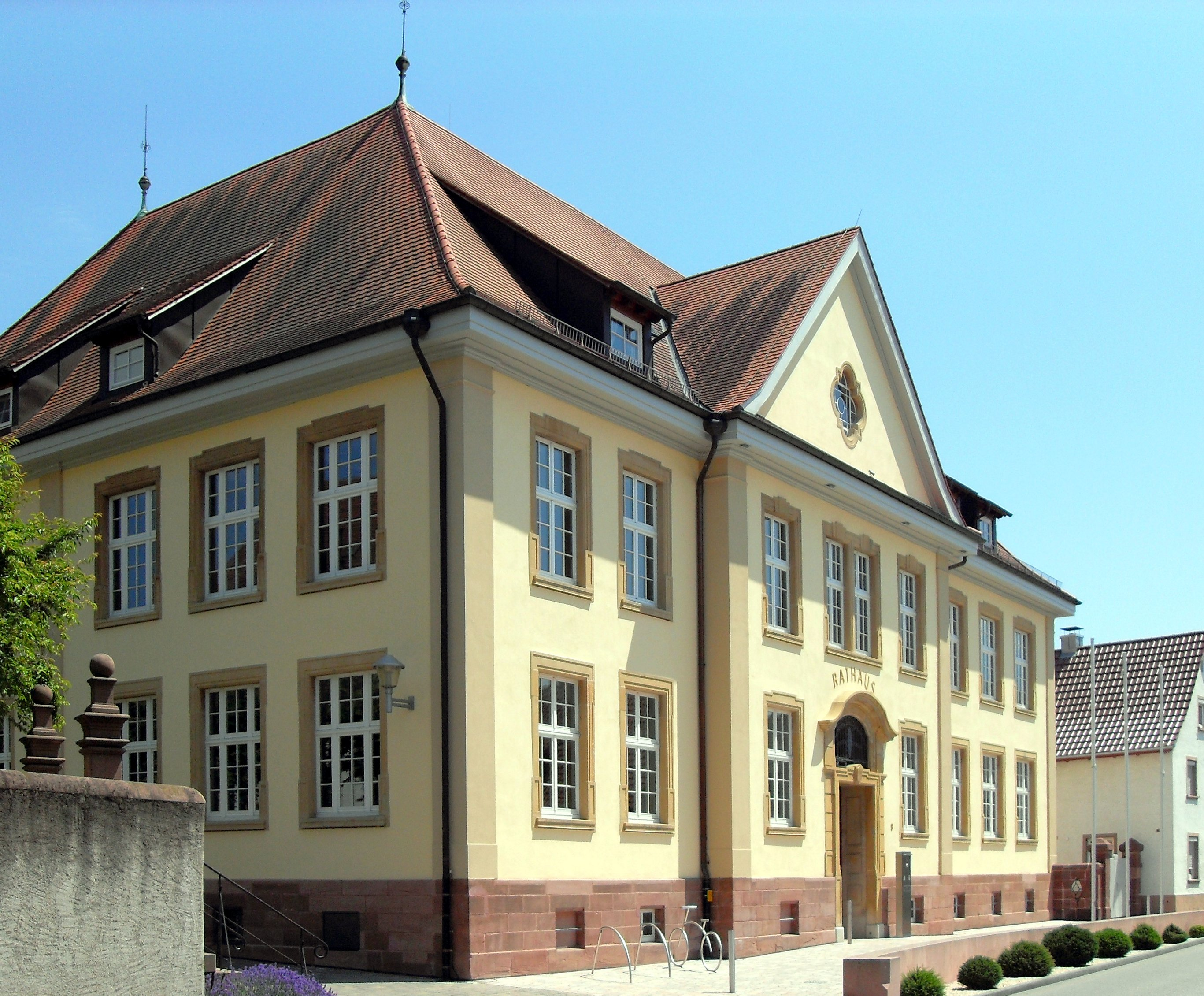
Tòa thị chính Wyhl
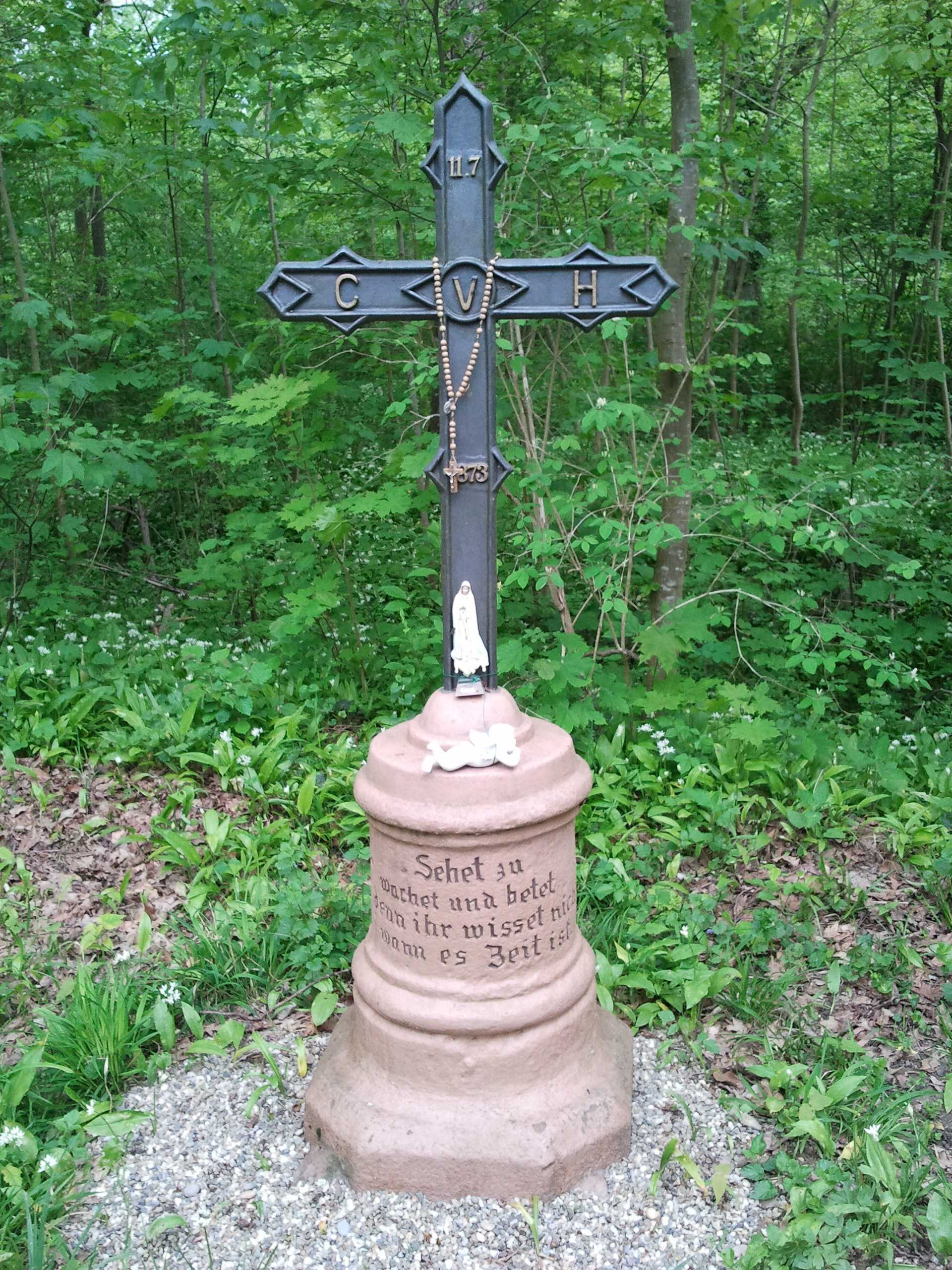
Nam tước Kritzli